# یان آنتونین دوخسلاف
یان آنتونین دوخُسلاف (چکی: Jan Antonín Duchoslav؛ زادهٔ ۱ مهٔ ۱۹۶۵) بازیگر اهل کشور جمهوری چک است.
از فیلم‌ها یا برنامه‌های تلویزیونی که وی در آن نقش داشته‌است می‌توان به فرشته تبهکار، ساختمان پزشکان در باغ رز، و کودک ۴۴ اشاره کرد.